# 金鰭鼓氣鱗魨
金鰭鼓氣鱗魨（学名：Sufflamen chrysopterum），又名黃鰭多棘鱗魨、咖啡砲彈、金鰭鼓氣板機魨，为鱗魨科多棘鱗魨屬下的一个种，主要分布于印度洋-太平洋海域。